# Harry Stumpf-Lekisch
Harry Stumpf-Lekisch (bl. 1920er-Jahre) war ein deutscher Automobilrennfahrer.

## Werdegang
Der aus Mainz stammende Stumpf-Lekisch trat besonders in der zweiten Hälfte der 1920er-Jahre bei zahlreichen Berg- und Rundstreckenrennen im Deutschen Reich an. Anfangs startete er u. a. für die Darmstädter FAFAG, zwischen 1925 und 1928 nahm er vor allem auf einem 5/25 PS für die Hessische Automobil-AG an Rennen teil.
Im Jahr 1925 errang Stumpf-Lekisch auf Moon bei Rund um die Solitude den Klassensieg in der Kategorie der Sportwagen über 12 PS. Im Jahr darauf wurde er auf HAG-Gastell auf der Stuttgarter Solitude-Rennstrecke hinter Fritz Koch (Bugatti) Zweiter in der Kategorie der Sportwagen bis 1,5 Liter Hubraum. 1927 erreichte er auf HAG-Gastell 5/25 PS in dieser Kategorie seinen zweiten Klassensieg beim Rennen Rund um die Solitude.
Beim für Sportwagen ausgeschriebenen Großen Preis von Deutschland 1927 auf dem Nürburgring trat Stumpf-Lekisch für die HAG in der Klasse V an, erreichte jedoch nicht das Ziel. Dasselbe Schicksal ereilte ihn auf HAG-Gastell auch beim Deutschland-Grand-Prix des folgenden Jahres in der Eifel.